# 코니아스포르
코니아스포르(튀르키예어: Konyaspor)는 튀르키예 코니아를 연고로 하는 축구 클럽이다. 이 팀은 1922년에 창단되었으며, 현재 쉬페르리그에 출전하고 있다.

## 역대 성적

### 국내 리그
- 1. 리그
  - 우승 (2): 1987–88, 2002–03
- 2. 리그
  - 우승 (1): 1970–71

### 국내 컵 대회
- 튀르키예 쿠파스
  - 우승 (1):  2016–17
- 튀르키예 쉬페르 쿠파
  - 우승 (1):  2017

## 선수 명단

### 현역
참고: FIFA 자격 규정에 따라 소속된 국가대표팀 국기를 표시합니다. 선수는 복수의 FIFA 비회원국 국적을 가지고 있을 수 있습니다.
| 번호 | 포지션 | 국적     | 이름                |
| ---- | ------ | -------- | ------------------- |
| 18   | FW     | 세네갈   | 알라산 은다오       |
| 20   | MF     |          | 리어체들리 바조어   |
| 33   | DF     | 세르비아 | 필리프 다미아노비치 |

| 번호 | 포지션 | 국적 | 이름 |
| ---- | ------ | ---- | ---- |

## 역대 감독
| 감독              | 임기        |
| ----------------- | ----------- |
| 프란치셰크 스무다 | 1992        |
| 사페트 수시치     | 2004 ~ 2005 |
| 뷜렌트 코르크마즈 | 2020        |